# Tjörnbron
Tjörnbron je zavěšený silniční most přemosťující fjord Askeröfjorden mezi ostrovy Källön a Almön v blízkosti švédského města Stenungsund v provincii Västra Götaland. Je jedním ze tří mostů zajišťujících dopravní spojení ostrova Tjörn se švédskou pevninou (dalšími dvěma jsou Källösundsbron a Stenungsöbron).
Původním mostem spojujícím Källön a Almön byl obloukový most Almöbron. Jeho výstavba probíhala v letech 1956 – 1960a otevřený byl 15. června toho roku. Finanční náklady na výstavbu mostu činily 28 mil. SEK. Celková délka mostu byla 518 m a hlavní obloukové pole mělo délku rozpětí 278 m . Výška mostovky nad hladinou fjordu byla 41 m. Most byl zdemolován poté, co do něj 18. ledna 1980 o 01:30 během mlhy a tmy narazila loď pro přepravu hromadného nákladu MS Star Clipper a zničila hlavní obloukové pole. Při neštěstí přišlo o život osm osob.
Výstavba nového zavěšeného mostu se začala v srpnu ještě toho roku a dokončena byla v listopadu 1981. Do dokončení nového mostu jezdil mezi břehy fjordu trajekt. Celková délka nového mostu je 667 m a délka rozpětí hlavního zavěšeného pole je 386 m. Mostem prochází trojpruhová cesta Länsväg 160 a mostovka je 15 m široká. Hlavní pylony jsou 106 m vysoké.

## Galerie

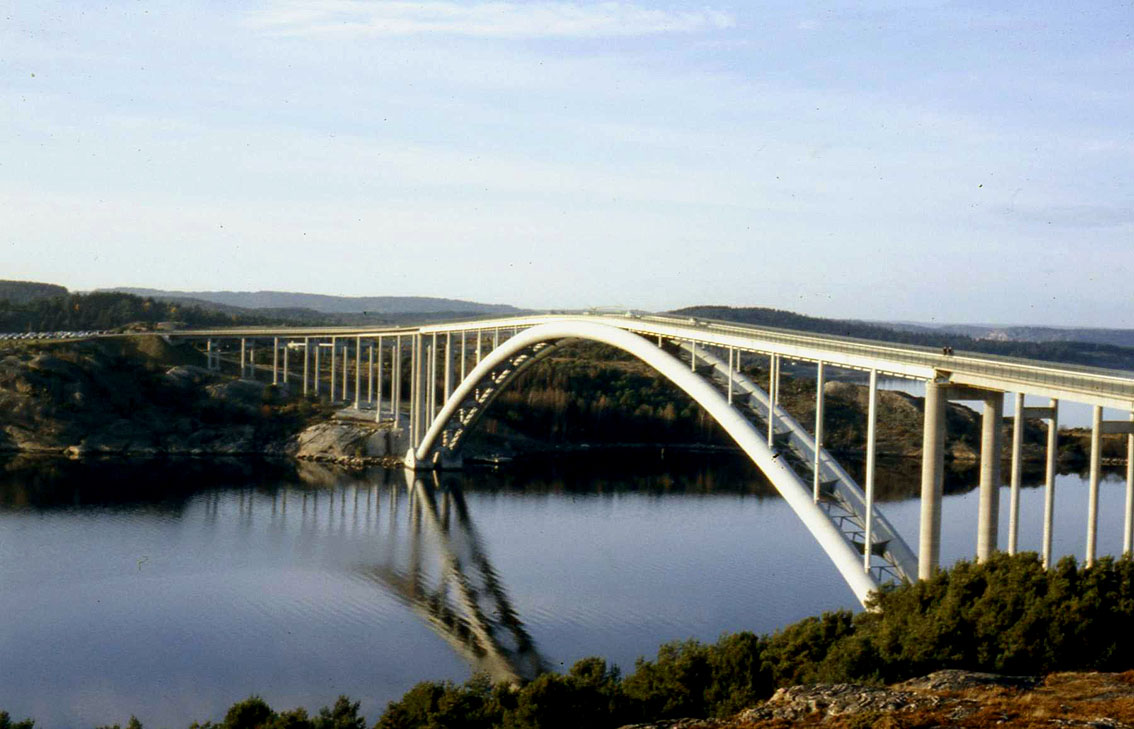
Almöbron v roku 1966
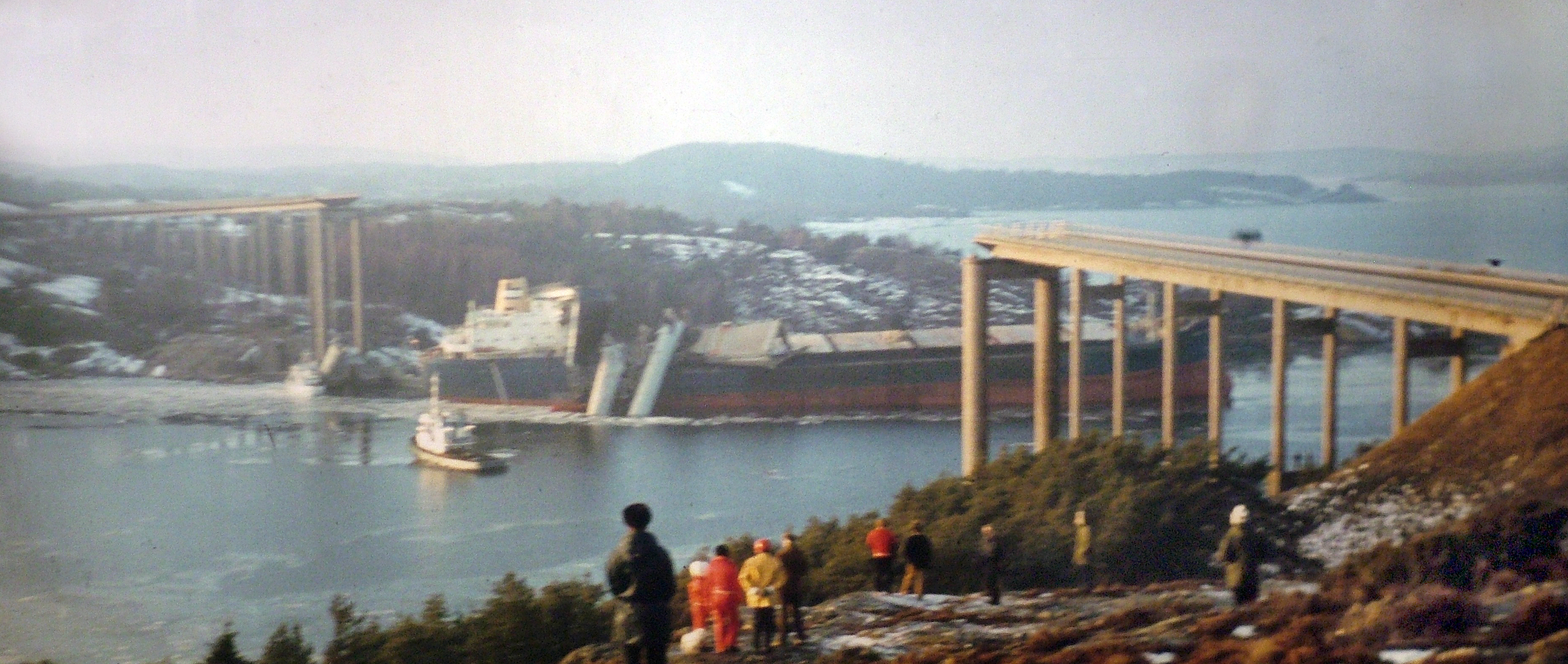
Most po náraze MS Star Clipper